# Magic User’s Club
Magic User's Club (яп. 魔法使いTai！ Махо:цукай Tai!) — 6-серийный мультипликационный OVA-сериал, вышедший в 1996 году. Позднее вышло TV продолжение, а также манга и ранобэ по мотивам сериала.

## Сюжет
Согласно сюжету OVA сериала на Землю прибывают инопланетные захватчики, чей звездолёт выглядит как гигантский колокол. Оружие Земли бессильно против них и планете приходится сдаться. Однако, президент магического клуба, Такэо Такакура желая покрасоваться перед одноклассницами, предлагает бросить вызов инопланетянам. К его удивлению другой член клуба, Саэ поддерживает его инициативу. Так как Такэо не может взять своих слов обратно, клубу приходится вступить в сражение с Колоколом. В итоге клуб побеждает Колокол и магия Саэ обращает его в гигантскую сакуру. В TV сериале к клубу присоединяется новый член — Дзюрика Дзинно.

## Персонажи
Такэо Такакура (яп. 高倉 武男 Такакура Такэо) — главный персонаж, президент школьного магического клуба. В присутствии девушек пытается выглядеть крутым, в результате чего ввязывается в авантюры к которым абсолютно не подготовлен. В произвольные моменты погружается в эротические фантазии, полностью теряя связь с реальностью. Влюблён в Саэ. Сэйю: Масая Оносака
Саэ Саваногути (яп. 沢野口 沙絵 Саваногути Саэ) — главная героиня, член магического клуба. Неуклюжая и рассеянная девушка. Могущественный маг, но ввиду её неуклюжести зачастую её заклинания либо не работают, либо дают не тот эффект который планировался. Влюблена в Такэо. Сэйю: Хироко Кониси
Нанака Накатоми (яп. 中富 七香 Накатоми Нанака) — подруга Саи, член магического клуба. Влюблена в Абурацубо, хотя понимает что её чувства останутся безответными. Сэйю: Маюми Иидзука
Аканэ Айкава (яп. 愛川 茜 Аикава Аканэ) — член магического клуба, известная модель и актриса. Талантливый маг, но легкомысленно относится к занятиям клуба и пренебрегает запретом использовать магию в личных целях. Сэйю: Дзюнко Ивао
Аянодзё Абурацубо (яп. 油壷 綾之丞 Абурацубо Аянодзё:) — вице-президент магического клуба. Гомосексуалист, влюблён в Такэо, хотя и понимает что его чувства останутся безответными. Обладает талантами во множестве областей и пользуется огромной популярностью среди школьниц. Сэйю: Такэхито Коясу
Дзюрика Дзинно (яп. 仁乃 樹里加 Дзинно Дзюрика) — новый член магического клуба, появляющийся в TV сериале. В совершенстве владеет магией и подталкивает членов клуба наслаждаться волшебством. Проявляет нескрываемый интерес к Саэ, чем вызывает ревность Такэо. Как позднее выясняется, на самом деле Дзюрика — человеческая форма магии Саэ. Сэйю: Нами Мияхара

## Отзывы
В 2001 году OVA всё ещё входило в список 100 лучших по версии Animage.